# ロナルド・レーガン・ワシントン・ナショナル空港
ロナルド・レーガン・ワシントン・ナショナル空港（英: Ronald Reagan Washington National Airport）は、アメリカ合衆国のバージニア州アーリントンにある空港。

## 概要
ワシントンD.C.の中心部・ホワイトハウスから南へおよそ5kmのポトマック川河畔に位置する空港であり、地下鉄が直結している。空港所在地はバージニア州だが、西部を除いた空港周囲がワシントンD.C.との州境となっている。
1941年に開港。1998年に元大統領ロナルド・レーガンに因んで現在の名称になるまでは、ワシントン・ナショナル空港 (Washington National Airport) だった。NHKなど一部報道では「レーガン・ナショナル空港」や、「ロナルド・レーガン・ナショナル空港」、「ロナルド・レーガン空港」と呼称している。
ただし地元では今も昔も単に「ナショナル空港」と呼んでいる。
敷地面積は348ha。3本の滑走路を有するが、全てが相互に交差しているため同時離着陸が困難なことと、最長の滑走路でも 2,185 メートルと短いため、短中距離便の運航がほとんどとなっている。国際線には主にボルチモア・ワシントン国際空港やワシントン・ダレス国際空港が用いられる。

## 主な航空会社
アメリカン航空の旅客が多く、約3割を占める。
- アメリカン航空
- デルタ航空
- ユナイテッド航空
- アラスカ航空
- ジェットブルー航空
- サウスウエスト航空
- フロンティア航空
- エア・カナダ

## 主な就航路線
アトランタ、シカゴ/ORD、シカゴ/MDW、カンザスシティ、ミルウォーキー、オマハ、デトロイト、インディアナポリス、メンフィス、ミネアポリス＝セントポール、ニューアーク、シンシナティ、ニューヨーク/JFK、ニューヨーク/LGA、ソルトレイクシティ、ニューオーリンズ、バーミングハム(AL)、ボストン、チャールストン(SC)、デンバー、ロサンゼルス/LAX、シアトル、ダラス/フォートワース、マイアミ、セントルイス、ラスベガス、フェニックス、フィラデルフィア、ピッツバーグ、バッファロー、マンチェスター(NH)、ナッシュビル、ジャクソン(MS)、オーランド、ローリー/ダーラム、モントリオール、トロント

## アクセス
ワシントンメトロブルーラインとイエローラインの駅がある。